# 東京蒲田病院
東京蒲田病院（とうきょうかまたびょういん）は、東京都大田区にある医療機関である。

## 沿革
出典
- 1925年 大正14年
  - 前身の黒田病院が蒲田に開業。泌尿器・透析・外科・整形外科を中心とした療養型医療施設[3]。

- 2010年 平成22年
  - 7月 「医療法人社団 森と海東京」に法人化。

- 2012年 平成24年
  - 4月 2次救急病院に指定を受ける。
  - 9月 西蒲田へ移転し、現在の東京蒲田病院となる。

## 診療科
出典
- 循環器内科（心臓血管センター）
- 外科（心臓血管外科）
- 泌尿器科
- 内科
- 総合診療内科
- 神経内科
- 糖代謝・内分泌科
- 消化器内科
- 腎臓内科（人工透析）
- リハビリテーション科
- 整形外科
- 放射線診断科
- 呼吸器内科

## 認定指定状況
出典
| 循環器専門医研修施設                       | 日本心血管インターベンション治療学会研修施設 |
| 日本不整脈心電学会認定不整脈専門医研修施設 | 浅大腿動脈ステントグラフト実施施設           |

## 指定医療機関
出典
| 二次救急指定病院   | 指定自立支援医療機関（精神通院医療） |
| 労災保険指定病院   | 生活保護法指定病院                   |
| 結核予防法指定病院 | 公害指定病院                         |
| 健康保険法         | 国民健康保険法                       |
| 原爆医療法         | 身体障害者福祉法                     |
| 精神保健法         |                                      |